# 炭酸ルビジウム
炭酸ルビジウム（rubidium carbonate、Rb2CO3）は、ルビジウムの炭酸塩である。比較的安定で扱いやすい固体である。水への溶解度は 225 g/100mL 。

## 製法
炭酸アンモニウムと水酸化ルビジウムとを反応させることによって合成される。
{\displaystyle {\ce {{(NH4)2CO3}+ 2RbOH -> {Rb2CO3}+ {2NH3}+ 2H2O}}}
炭酸セシウムと同様の方法でも合成され、その手法は以下の通りである。
塩化ルビジウムに過剰の硝酸を加え、蒸発させることを繰り返し硝酸ルビジウムとする。
{\displaystyle {\ce {{3RbCl}+ 4HNO3 -> {3RbNO3}+ {NOCl}+ {Cl2}+ 2H2O}}}
この硝酸ルビジウムを白金皿中で4倍量のシュウ酸と加熱反応させシュウ酸ルビジウムとする。
{\displaystyle {\ce {{2RbNO3}+ 2H2C2O4 -> {Rb2C2O4}+ {2NO2}+ {2CO2}+ 2H2O}}}
シュウ酸ルビジウムを空気中で焼き、分解すると炭酸ルビジウムが残る。
{\displaystyle {\ce {{2Rb2C2O4}+ O2 -> {2Rb2CO3}+ 2 CO2}}}

## 性質
水に易溶で潮解性をもつ無色結晶であり、無水物のほか、1水和物、1.5水和物が存在する。水溶液はアルカリ性を示す。